# Le Lion-d’Angers
Le Lion-d’Angers – miejscowość i dawna gmina we Francji, w regionie Kraj Loary, w departamencie Maine i Loara. W 2013 roku populacja gminy wynosiła 4163 mieszkańców. 
1 stycznia 2016 roku połączono dwie wcześniejsze gminy: Le Lion-d’Angers oraz Andigné. Siedzibą gminy została miejscowość Le Lion-d’Angers, a nowa gmina przyjęła jej nazwę. 
W miejscowości znajduje się również Państwowa Stadnina Koni du Lion d’Angers (fr. Haras National du Lion d’Angers) założona w 1797, w której stacjonuje 35 ogierów różnych ras − zarówno zimno, jak i ciepłokrwistych. Corocznie organizowane są Mistrzostwa Świata Młodych Koni we Wszechstronnym Konkursie Konia Wierzchowego.